# Flissa

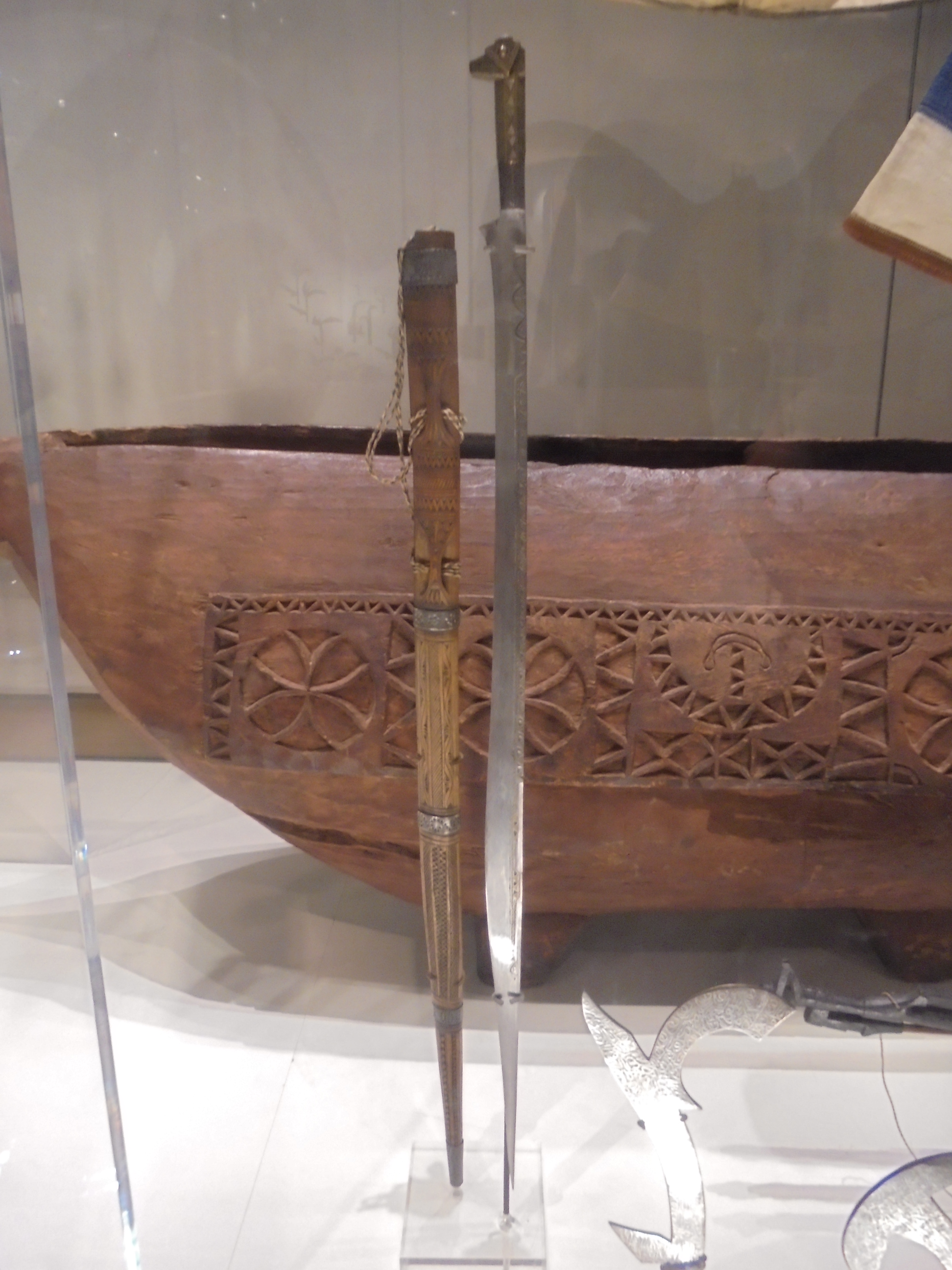
Flissa en el Museo Británico.

La flissa (flyssa) es un sable recto o espada (según convenciones) de Argelia, más específicamente de Cabiliade hoja de un solo filo hasta su último tercio, donde es de doble, la cual finaliza en una aguda punta. Este tipo de espadas toman el nombre del pueblo o tribu de donde procedían Iflissen I Bahr. El galicismo de este topónimo derivó en flissa.

## Orígenes
Sable recto con punta cónica, doble curvatura del filo sin guarda y mango metálico con cabeza de animal (quimera, perro o pájaro). Está formado por un huso forjado con la hoja y compuesto por una parte maciza octogonal (irregular) y una tira sobre la que se remachan dos placas de madera recubiertas de cobre grabado. La decoración es la misma en ambos lados de la hoja y se compone de un primer patrón, a menudo circular al inicio de la hoja y diferente según el fabricante, y luego un patrón lineal a lo largo de la hoja.
Fabricado por la tribu de Iflissen Lebhar (Iflissen del mar) de la Gran Cabilia instalada entre Dellys y Azeffoun (Cabilia marítima). Fue una de las cinco tribus de los Djurdjura de la antigüedad.

## Morfología
Las flissas son muchas veces catalogadas como dagas o cuchillos largos, de hecho no hay mayor diferencia que la longitud entre estas dagas y las espadas. Por ello su longitud varía desde los pocos decímetros al metro de hoja, aunque la norma es de 70 a 80 cm de hoja.
Su construcción se basaba sobre todo en aceros importados a los puertos de Argel y Trípoli, aunque poseían minas locales, y dada su condición elitista –a diferencia de las Nimchas, solía tomar grabados geométricos y curvilíneos además de damasquinados.
La hoja que se asemeja mucho a sus parientes otomanas, posee la gran diferencia de ser eminentemente punzante a partir del último tercio, donde forma un triángulo en vez de ángulo curvado como otros sables del mundo musulmán u oriental.
Al ser un arma eminentemente de ataque –o de mínima esgrima-, las guardas y arriaces no suelen aparecer o bien son meras “decoraciones” poco funcionales.
Las empuñaduras son por sí mismas son un capítulo aparte. Además de las analogías con los shamsir y saifs, cuyas empuñaduras representan muchas veces animales tales como felinos y dragones de origen oriental, las flissas poseen empuñaduras de marfil, hueso y maderas nobles con dibujos geométricos muy a lo musulmán. Siendo todas de grandes acabados.